# Neoanguimorpha
Neoanguimorpha è un clade di anguimorfi comprendente Monstersauria (rappresentato oggi dagli Helodermatidi) e Diploglossa (Xenosauridae e Anguioidea). Studi morfologici in passato avevano classificato gli helodermatidi con i varanoidi nel clade Platynota, mentre la lucertola coccodrillo cinese (Shinisaurus crocodilurus) era stata classificata come uno xenosauride. Tuttavia, studi molecolari non hanno trovato alcun supporto in questi raggruppamenti, trovando invece gli helodermatidi come più correlati a Diploglossa, mentre la lucertola coccodrillo cinese e i varanoidi formano il clade Paleoanguimorpha.
Di seguito è riportata la filogenesi dei lignaggi neoanguimorfi secondo Pyron et al. (2013):
|  | Diploglossidae |
|  | |
|  | \| \| Anniellidae (lucertole senza zampe americane) \| \| \| \| \| \| Anguidae (lucertole senza zampe) \| \| \| \| |
|  | |
|  | Anniellidae (lucertole senza zampe americane)                                                                      |
|  | |
|  | Anguidae (lucertole senza zampe)                                                                                   |
|  | |

|  | Anniellidae (lucertole senza zampe americane) |
|  |                                               |
|  | Anguidae (lucertole senza zampe)              |
|  |                                               |

|  | Diploglossidae |
|  | |
|  | \| \| Anniellidae (lucertole senza zampe americane) \| \| \| \| \| \| Anguidae (lucertole senza zampe) \| \| \| \| |
|  | |
|  | Anniellidae (lucertole senza zampe americane)                                                                      |
|  | |
|  | Anguidae (lucertole senza zampe)                                                                                   |
|  | |

|  | Anniellidae (lucertole senza zampe americane) |
|  |                                               |
|  | Anguidae (lucertole senza zampe)              |
|  |                                               |

|  | Diploglossidae |
|  | |
|  | \| \| Anniellidae (lucertole senza zampe americane) \| \| \| \| \| \| Anguidae (lucertole senza zampe) \| \| \| \| |
|  | |
|  | Anniellidae (lucertole senza zampe americane)                                                                      |
|  | |
|  | Anguidae (lucertole senza zampe)                                                                                   |
|  | |

|  | Anniellidae (lucertole senza zampe americane) |
|  |                                               |
|  | Anguidae (lucertole senza zampe)              |
|  |                                               |

|  | Diploglossidae |
|  | |
|  | \| \| Anniellidae (lucertole senza zampe americane) \| \| \| \| \| \| Anguidae (lucertole senza zampe) \| \| \| \| |
|  | |
|  | Anniellidae (lucertole senza zampe americane)                                                                      |
|  | |
|  | Anguidae (lucertole senza zampe)                                                                                   |
|  | |

|  | Anniellidae (lucertole senza zampe americane) |
|  |                                               |
|  | Anguidae (lucertole senza zampe)              |
|  |                                               |